# الجيل (مجلة سودانية)
مجلة الجيل هي مجلة سودانية شهرية ثقافية تربوية، تصدرها دار النشر التربوي. توجه المجلة إلى سن 12 إلى 20 سنة، قطع المجلة 24×17 سم، صدر العدد الأول في مارس 1975م.
حسب كلمة التحرير في العدد الأول فإن المجلة تتناول نشاطات التعليم في المرحلة الثانوية العامة والثانوية العليا، وتهتم بمشاكل الطلاب والشباب وإيجاد الحلول المناسبة لها، تعنى المجلة بالثقافة، ولا تعتمد بالمرة على قصص الكرتون، وتنشر المجلة تحقيقات مع الطلاب الموهوبين، والقصص القصيرة، والكاريكاتير.
عدد صفحات المجلة 52 صفحة، أبيض وأسود، تخلو المجلة من الإعلانات، وهناك رعاية للموهوبين الصغار، وعلى الغلاف إشارات إلى مواد العدد. سعر العدد 5 قروش عام 1975م.

## الأبواب
- الافتتاحية
- كلمة التحرير
- طرائف
- تحقيق الأدب والفن
- بيوت الشباب
- ديوان الجيل
- المواهب
- مرافئ الوجدان
- القصة
- الكاريكاتير
- دور الطلاب في التنمية
- حكايات البنات
- العلوم
- من صحف العالم
- من جيل اليوم إلى جيل الغد
- في الوقت
- المكتبة

## طاقم العمل
المستشار الفني: الطيب محمد سعيد
رئيس قسم المجلات والدوريات والثقافة العامة: عبد القادر الشيخ إدريس
رئيس التحرير: بشير سر الختم عثمان
سكرتير التحرير: حامد أحمد عثمان

### الكتاب
- بخيته أمين
- خليفة حسان إبراهيم، محمد عوض الكريم
- صديق مدثر
- حسين حمدنا الله
- صالح علي التوم
- بشير سر الختم